# Amblyomma dissimile
Amblyomma dissimile  (лат.) — вид клещей рода Amblyomma из семейства Ixodidae.
Западное полушарие: от США (Флорида) и Мексики до Аргентины. Острова Карибского бассейна: Антигуа, Барбадос, Гаити, Гренада, Куба, Тринидад и Тобаго.
Взрослые стадии паразитируют на пресмыкающихся (змеи, ящерицы, игуаны, реже кайманы и черепахи) и земноводных. Личинки реже живут на рептилиях, но чаще обнаруживаются на других видах хозяев, включая млекопитающих и птиц. Обычный вид, инфестирующий, например, в Панаме, 60% змей, 72% жаб и 84% игуан.
Вид был впервые описан в 1844 году немецким энтомологом и арахнологом Карлом Людвигом Кохом (Carl Ludwig Koch, 1788—1857).